# Дафна Каруана Галіція
Дафна Анна Каруана Галіція (до шлюбу Велла, 26 серпня 1964, Сліма, Коронна колонія Мальта — 16 жовтня 2017, Бідніджа, Мальта) — мальтійська журналістка, політична оглядачка, яка спеціалізувалася на розслідуваннях корупції та зв'язків мальтійських високопосадовців з організованою злочинністю. 16 жовтня 2017 року загинула від вибуху бомби у своєму автомобілі.

## Біографія
Народилася 26 серпня 1964 року в Слімі в родині Майкла Альфреда Велла та його дружини Рози Марії. У дитинстві Дафна навчалася при монастирі святої Доротеї в Мдіні, згодом продовжила навчання в єзуїтському Коледжі святого Алойзія в Біркіркарі. Вищу освіту здобула 1997 року, отримавши ступінь бакалавра з археології Мальтійського університету.
На початку 1980-х років брала участь в антиурядових протестах, за що її затримувала поліція на 48 годин.
Журналістську кар'єру розпочала 1987 року в газеті The Sunday Times of Malta, пізніше долучилася також до газети Malta Independent, з якими вона співпрацювала як позаштатна журналістка. Понад 20 років, аж до загибелі, вела власну щотижневу колонку для Malta Independent.

## Особисте життя
З 1985 року і до смерті була одружена з Пітером Каруаном Галіцією. Подружжя виховувало трьох синів: Меттью Марка Джона, Ендрю Майкла Луїса та Пола Ентоні Едварда. Найстарший син Меттью також став журналістом.